# 아사 아키라
아사 아키라(Asa Akira, 1988년 1월 3일 ~ )는 미국의 포르노 배우, 포르노 감독이다. 2013 AVN상 올해의 여성 퍼포머상 수상자이다.

## 생애
아키라는 이민자 출신의 두 일본인 부모 밑에서 1986년 태어났다. 뉴욕 맨해튼의 소호에서 태어난 그녀는 7살이 되자 인물사진작가였던 아버지의 사정으로, 본래 살던 맨해튼을 떠나 도쿄로 이사했다. 이후 11살이 되자 미국으로 다시 돌아왔고 다운타운 브루클린으로 이사했다. 이후에는 클린턴 힐로 이사했다. 그 후에서 롱비치로 이사했다. 2014년 그가 인터뷰에서 자신의 어린시절을 "완벽히 평범한 삶"이라고 표현했다. 아키라의 부모님은 집에서 일본어로 대화하며 정크푸드를 일절 먹지 않는다.
10대 때 아키라는 아동서점에서 캐셔로 일했다.

## 경력
아키라는 17세부터 도미네트릭스로 일하기 시작했다. 이후 뉴욕의 허슬러 클럽(Hustler Club)에서 스트리퍼로 일했다. 이후 그녀는 포르노 배우인 지나 린을 만난 후 배우일을 제안 받았다.